# Schildmeer
Het Schildmeer is een meer gelegen in de streek Duurswold in de Nederlandse provincie Groningen tussen Schildwolde en Overschild. Door het meer stroomt het Afwateringskanaal van Duurswold. In het meer start verder het kanaaltje De Groeve.
Het meer heeft een gemiddelde diepte van 1,5 meter en heeft een oppervlakte van 284 hectare. Het behoort tot de gemeente Midden-Groningen. Het grootste deel van de oevers van het meer is natuurgebied. Bij Steendam liggen voorzieningen voor recreatie zoals jachthavens en bijbehorende bedrijvigheid, een zandstrand, horeca, campings en een bungalowpark. Aan de zuidzijde van het meer ligt de Haanssluis die de Haansvaart en het meer voor kleinere schepen en platbodems met elkaar verbinden. Het zuiden, westen en noordwesten vormen onderdeel van het natuurontwikkelingsgebied Midden-Groningen, dat doorloopt tot aan Kolham.

## Naam
Voor de herkomst van de naam Schildmeer bestaan meerdere verklaringen. Een goederenlijst van het klooster Werden uit het tweede kwart van de 11e eeuw bevat de naam Extra Scaldmeda. De precieze ligging van deze plek is onduidelijk. Volgens Ter Laan zou deze term verwijzen naar de plek van het huidige dorp Overschild in de betekenis van 'aan de ander zijde van het Schildmeer', maar andere auteurs hebben daarover hun twijfels. De eerste vermelding van de naam van het meer is in 1295 in de kroniek van Bloemhof, wanneer de continuator spreekt over de aqua sive mare Skeld ('het water of meer Schild'). De naam ging tevens over op de watergang Schildmaar (het huidige Afwateringskanaal van Duurswold). Rond 1470 onderscheidde men landerijen die buiten en binnen de Schylt, dat is ten noorden en ten zuiden van Schildmeer en Schildmaar waren gelegen; in 1544 was sprake van landerijen over den Schylt. Nog op de provinciekaarten uit de 17e eeuw wordt het Schildmeer aangeduid als Schilt of De Schildt. Op de schetskaarten van Theodorus Beckeringh uit de jaren omstreeks 1760 zien we voor het eerst 't Schilt meer en 't Schilt maar en die namen belanden ook op zijn provinciekaart van 1781.
Bij het verklaren van de naam van het meer wordt vaak de link gelegd met de benaming Scælfremære, Scælfre-mere of Shelfermere die voor het eerst opduikt in een Engelse tekst uit 1022 en in de bekende Angelsaksische Kroniek uit deze periode. Hij verwijst naar een deel van het vroegere Whittlesey Mere in het Engelse laaglandgebied The Fens. Oudengels scald of scæld betekent 'ondiep' en sceldu 'ondiepe plaats' (Engels: shallow). De naam komt ook voor bij de waddengeulen 't Schild en Scholbalg. Volgens de taalkundigen Wobbe de Vries en Moritz Schönfeld betekent schild echter net als bij het Engelse meer 'riet, bies, lis', verwijzend naar de vele waterplanten die er groeiden. Beide betekenissen sluiten elkaar niet uit. Eventueel zou het woord skeld kunnen zijn afgeleid van het Oudhoogduitse woord skaltan, wat 'schuiven, stoten, (een schip) voortbewegen' betekent. Een volksetymologische verklaring stelt dat het woord afkomstig is van 'schild' (ter bescherming), waarbij Hellum dan naar 'helm' (hoofddeksel) zou verwijzen.

### Schildjers
De historische benaming Schildjers werd vanouds gebruikt voor bewoners van beide kanten van het meer. Op de provinciekaart van Starkenborgh en Visschier van omstreeks 1680 worden vooral de bewoners van de zuidkant van het meer als de Schiltjers aangeduid. Theodorus Beckeringh vermeldt deze naam rond 1770 aan de noordkant van het meer. Kornelis ter Laan gebruikt de uitdrukking Schildjers in zijn Nieuw Groninger woordenboek van 1929 als gangbare aanduiding voor inwoners van Overschild. Sinds het midden van de 20e eeuw spreekt men liever over Overschildjers.
Overschild had aanvankelijk geen eenduidige naam en stond rond 1800 bekend als Schildhuizen of Schildjerhuizen. Bij Tetjehorn lag rond 1850 de boerderij 'Schildhuis' met het gehucht Schildhuizen, dat later weer van de kaart verdween. De familienamen Schilthuis en Schildhuizen duiken rond 1750 in de stad Groningen op. Of de eerste dragers van deze naam uit de streek rond het Schildmeer kwamen, is onbekend.
Het buitengebied van Schildwolde, Hellum en Siddeburen verschijnt in de 19e eeuw op de kaart als het Schildland of 't Schild. Dit ter onderscheiding van Overschild. In 1879 stonden er 25 huizen. De Dellen (onder Hellum) gold met drie huizen als een afzonderlijk buurtschap. Aan de zuidkant ontstond bovendien in 1791 de Groote Schildjerpolder. Aan de noordkant van het meer werd in 1815 en tweede Schildjepolder ingericht, die later als de Groote Overschildjerpolder bekend zou komen te staan. De tweede poldermolen heette in de volksmond eveneens de Schildjer- of Schiltjermolen en op topografische kaart staat tot 1900 de Schildpolder vermeld.

## Geschiedenis

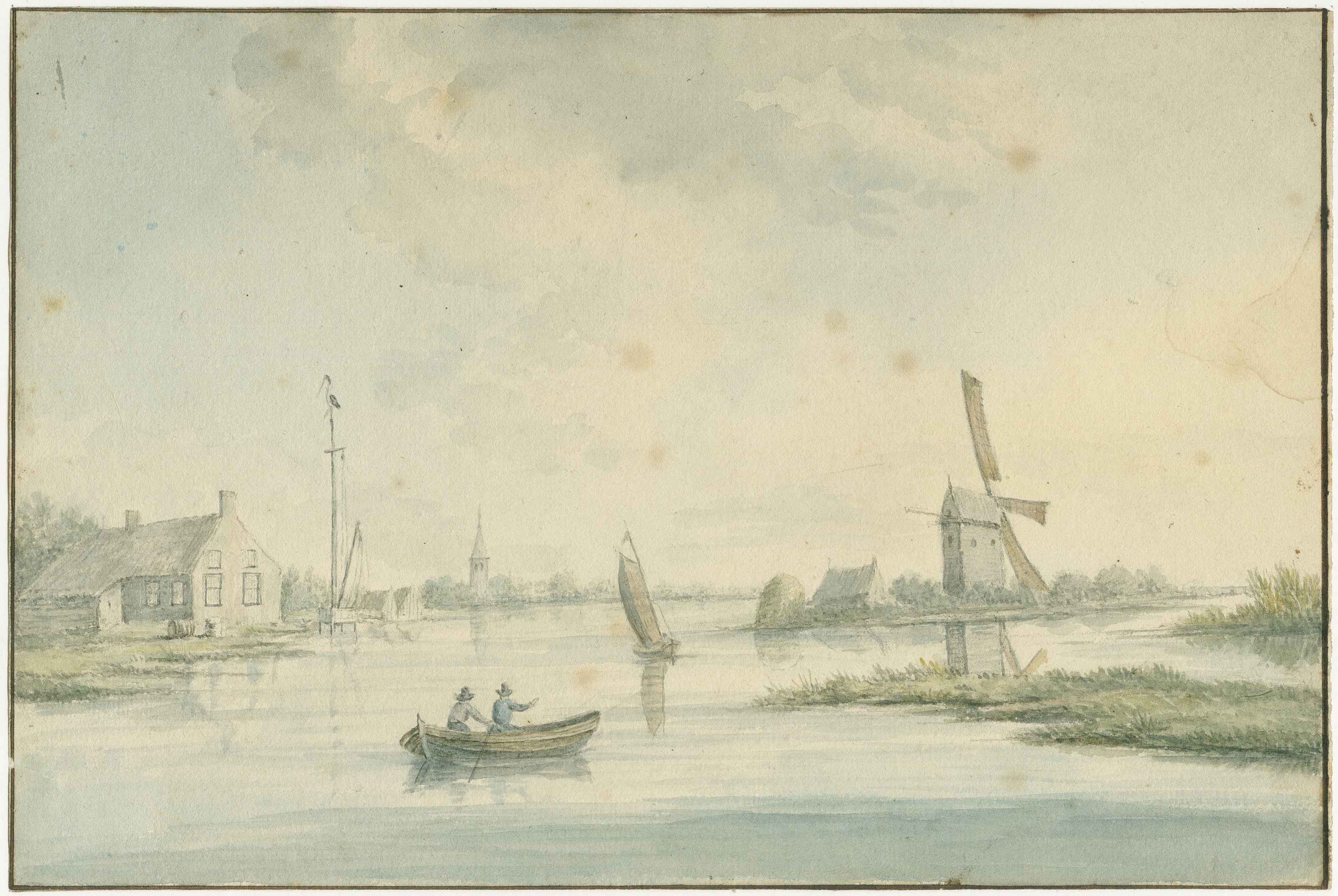
Schildmeer met een roeiboot, een zeilboot en een molen (Egbert van Marum, ca. 1790)

Het Schildmeer bestond oorspronkelijk uit een of twee meerstallen die in een hoogveengebied lagen en verbonden waren door het Schildmaar (ook wel Schiltmaar of de Schilt genoemd), dat rond 1870 werd vergraven tot het Afwateringskanaal van Duurswold. Deze meerstallen waren wel veel kleiner dan het huidige meer. Door de overwegende zuidwestenwind kalfden de oevers steeds verder af en ontstond een in zuidwest-noordoostelijke richting georiënteerd meer. Mogelijk werd dit proces nog versneld door veenafgravingen. De oorspronkelijke ontginning van dit veengebied gebeurde waarschijnlijk vanuit de dorpenrij Siddeburen-Schildwolde-Hellum. Het grondgebied van deze dorpen zette zich aan de andere zijde van het meer voort, wat ook blijkt de uit de sloten aan beide zijden van het meer die (met name in Hellum) in elkaars verlengde lagen. Ook komt het tot uitdrukking in de naam 't Over Schildt voor de polder ten westen van het meer en in de dorpsnaam Overschild. Omdat de strokenverkaveling zich doorzet aan beide zijden van het meer en zich daar dus niks van het water aan lijkt te trekken, is wel gesteld dat het meer moet zijn ontstaan na de verkaveling, tussen de 10e en 12e eeuw.
De ontwatering van het meer vond aanvankelijk plaats via het Schildmaar in de richting van de Slochter Ae en de Fivel, zoals blijkt uit voormalige sloten en geulen in de omgeving van Luddeweer. Omstreeks 1200 werd het meer vervolgens afgetapt door het graven van het Garreweerstermaar in de richting van het Damsterdiep; later volgde de aanleg van De Groeve. Hierdoor is het waterpeil vermoedelijk flink gezakt. Het Schildmaar werd kennelijk afgedamd: de til over het Schildmaar ter hoogte van de Slochtermeenteweg werd in 1512 Slochterschiltdam genoemd.
Door de voortgaande ontginning van de venen rond het meer zakte het bodemoppervlak, waardoor verdere ontwatering nodig werd. Voor deze activiteiten was vooral het Woldzijlvest verantwoordelijk. Later werd het Slochterzijlvest opgericht, dat zich om afwatering van de gebieden ten noorden van het Schildmaar en ten zuiden van het (latere) Slochterdiep bemoeide. De Graauwedijk voorkwam dat het water uit hoger gelegen streken naar het Schildmeer terugstroomde.
In het zuidwesten van het meer ontstond in de 18e eeuw het Kleijne Schilt, een inham naar het zuidwesten, waarin het eilandje Vossebult lag. Het eilandje dat ongeveer een hectare groot was, kwam in handen van de adellijke familie Polman Gruys te Garreweer; later verlandde het gebied en werd er een poldermolen gebouwd. Tegenwoordig vormt dit deel onderdeel van het natuurgebied 'Vossenbult'. Direct ten noorden van het gebied bevindt zich een lage wierde uit de Romeinse tijd en de middeleeuwen.
Aan westzijde, tegenover Steendam, loopt de oever van het meer uit in een punt, die al rond 1750 Tetjehorn (Gronings: Taitjehörn of Taitjemui's hörn) werd genoemd. Volgens de sage was Taitjemui een vrouwelijke roofridder, die scheepsbemanningen vermoordde en zich van de lading meester maakte. Ook zouden er bij het nabijgelegen Schildhuis stenen van een verdwenen borgstee zijn gevonden. Concrete bewijzen voor dit verhaal ontbreken. Ook Tetjehorn werd in 2000 ingericht tot een natuurgebied dat wordt beheerd door Staatsbosbeheer.
Vissen op het Schildmeer was vanouds een volksvermaak waar veel mensen op af kwamen. Men ving vooral baars. De baars voedde zich vooral met de spieringen, die iedere herfst vanaf de kust landinwaarts zwommen. Voor vissen met netten was echter een vergunning nodig. De visserij op het Schildmeer was oorspronkelijk wellicht het privilege van het nonnenklooster te Schildwolde, waarvan de abt leiding gaf aan het Woldzijlvest. Het lijkt echter – samen met andere heerlijke rechten – in handen te zijn geraakt van de adellijke familie Rengers te Hellum, en na 1660 van de heren van Schattersum (sinds 1822 Wijchgelsheim) te Schildwolde. Die boden het nog in 1877 met de buitenplaats te koop aan. Het waterschap Duurswold, dat inmiddels eigenaar was van het Schildmeer, maakte daartegen bezwaar en voerde daarover minstens één rechtszaak.

## Huidige ligging
Rond het meer liggen fietspaden die deel uitmaken van het rondje Schildmeer. Hiervoor is er in 2009 over het afwateringskanaal van Duurswold, bij het gemaal Sans Souci een hoge houten fietsbrug Schildjer Tilbat gebouwd. Aan de zuidzijde van het meer loopt de Internationale Dollardroute. Deze route bereikt bij de Heerenhuisweg de oever en volgt deze tot Steendam. De Heerenhuisweg en gemaal Sans Souci zijn genoemd naar het herenhuis Sans Souci dat Lodewijk Hendrik Wijchgel in 1820 aan het meer bouwde (aan het einde van de Heerenhuisweg) en dat in 1952 werd afgebroken.
Nabijgelegen meren zijn het Dannemeer, Oldambtmeer, het Hondshalstermeer en het Zuidlaardermeer.

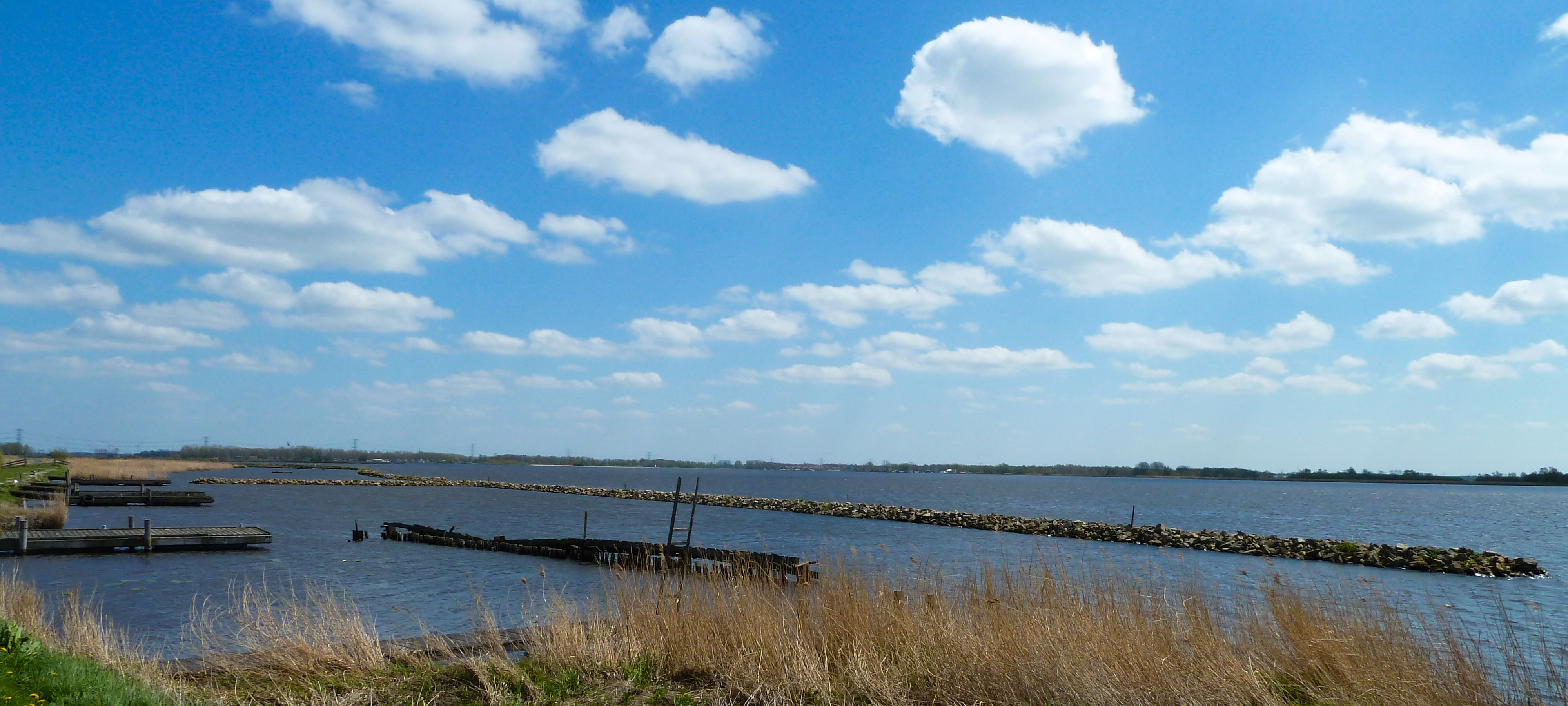
Steigers aan westzijde van het meer met Steendam op de achtergrond
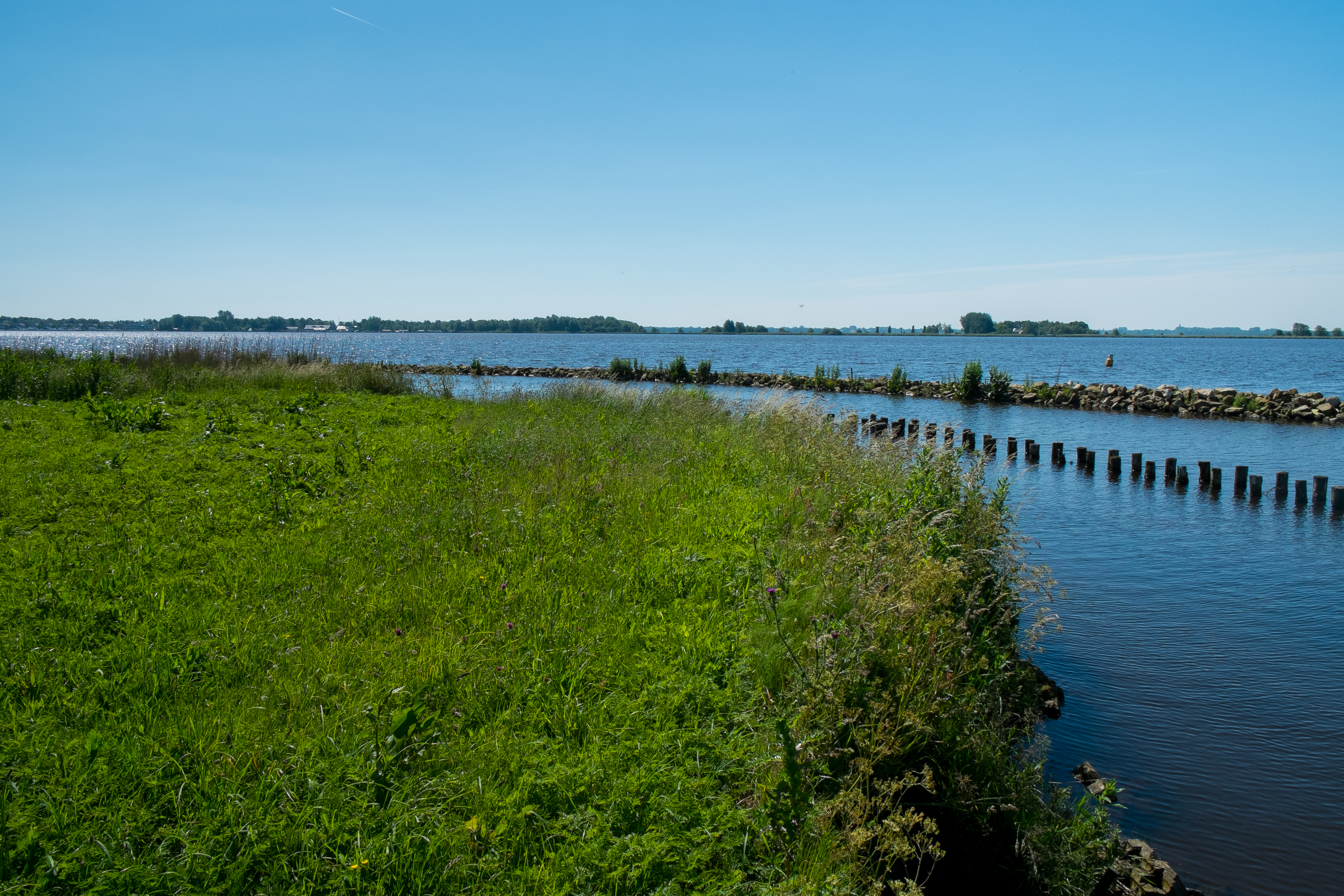
Tetjehorn
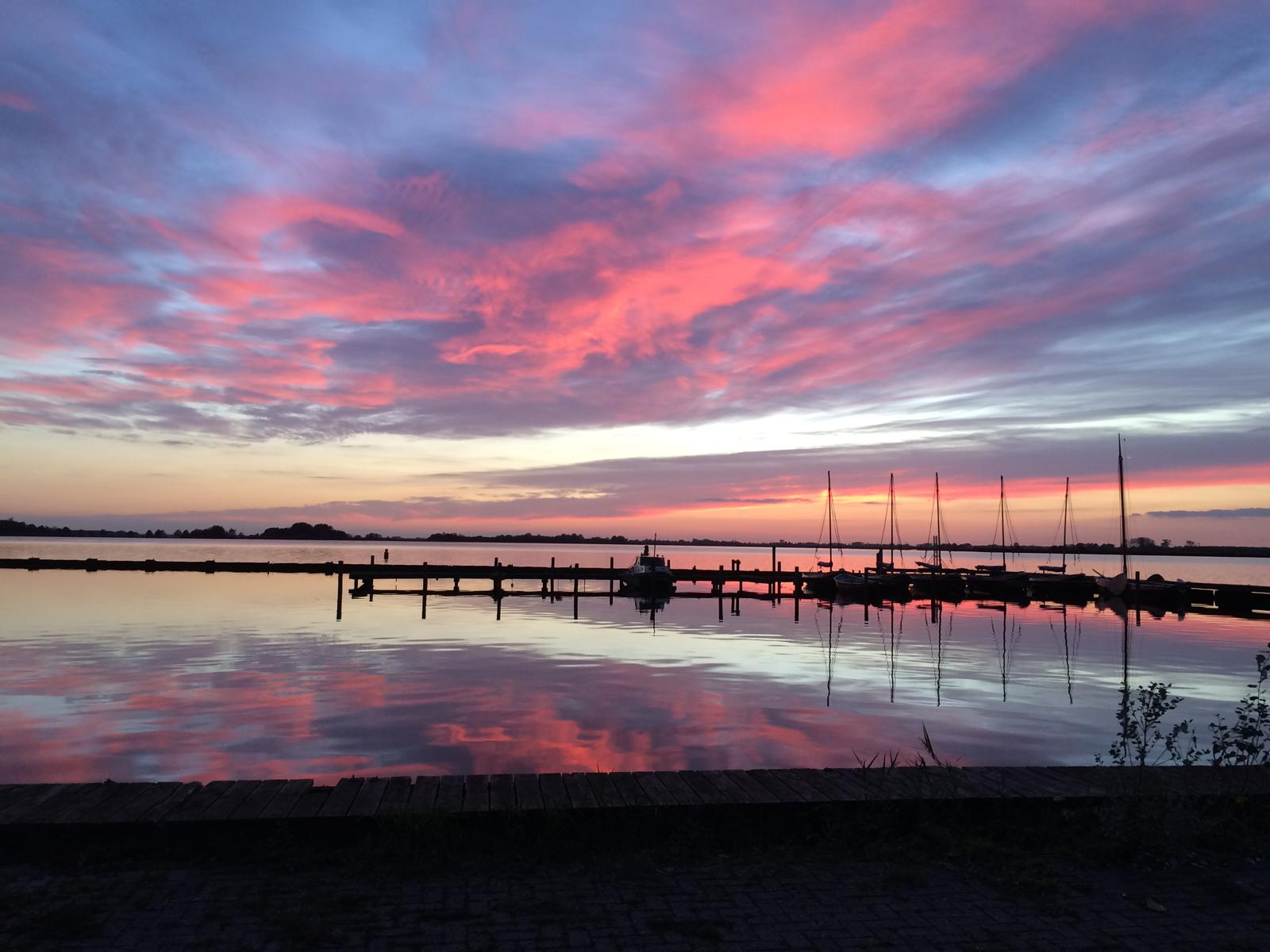
Gezicht op schildmeer vanaf de steiger bij Steendam
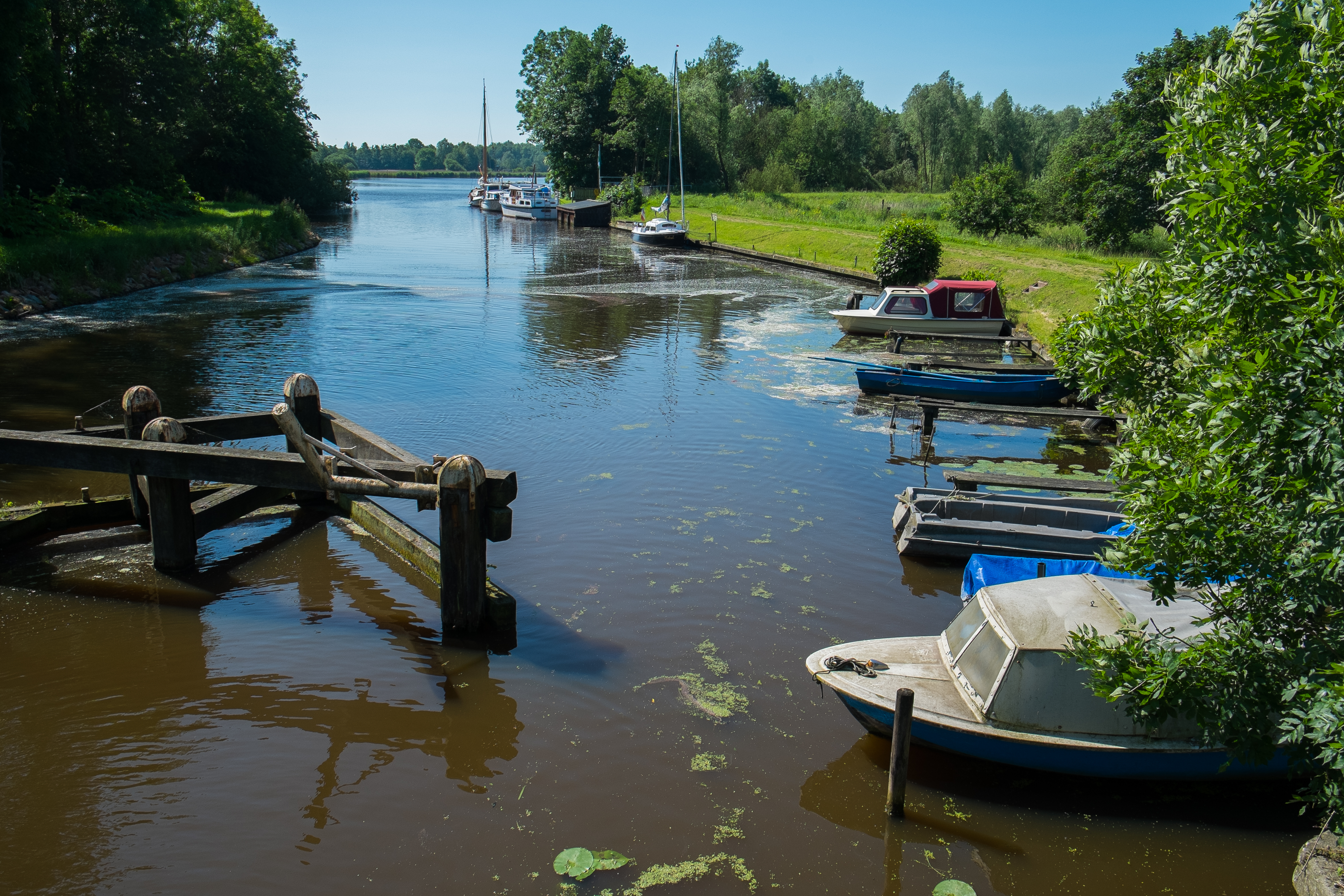
Instroom van het Schildmeer (achtergrond) in het kanaal De Groeve (voorgrond)
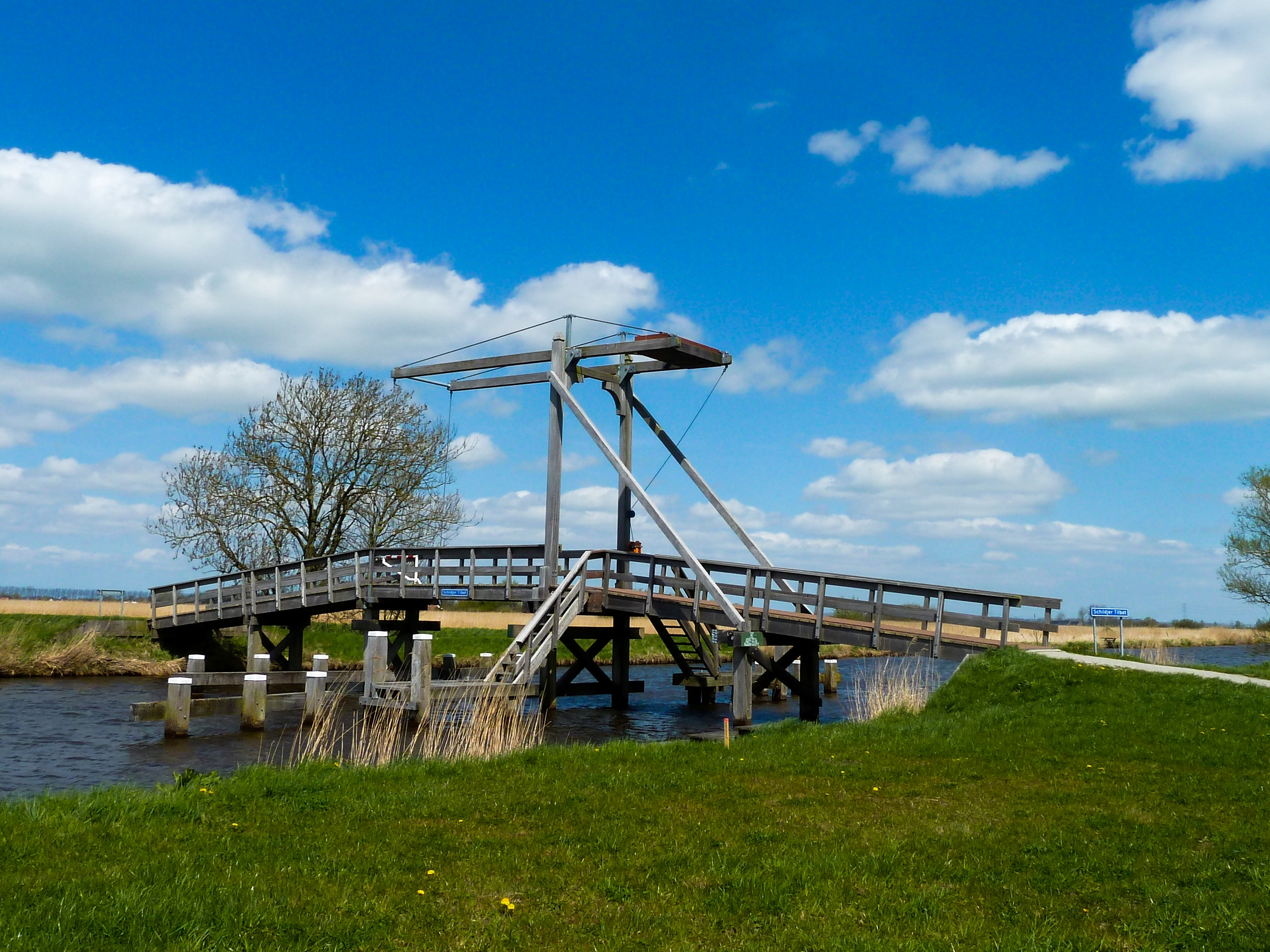
Schildjer Tilbat
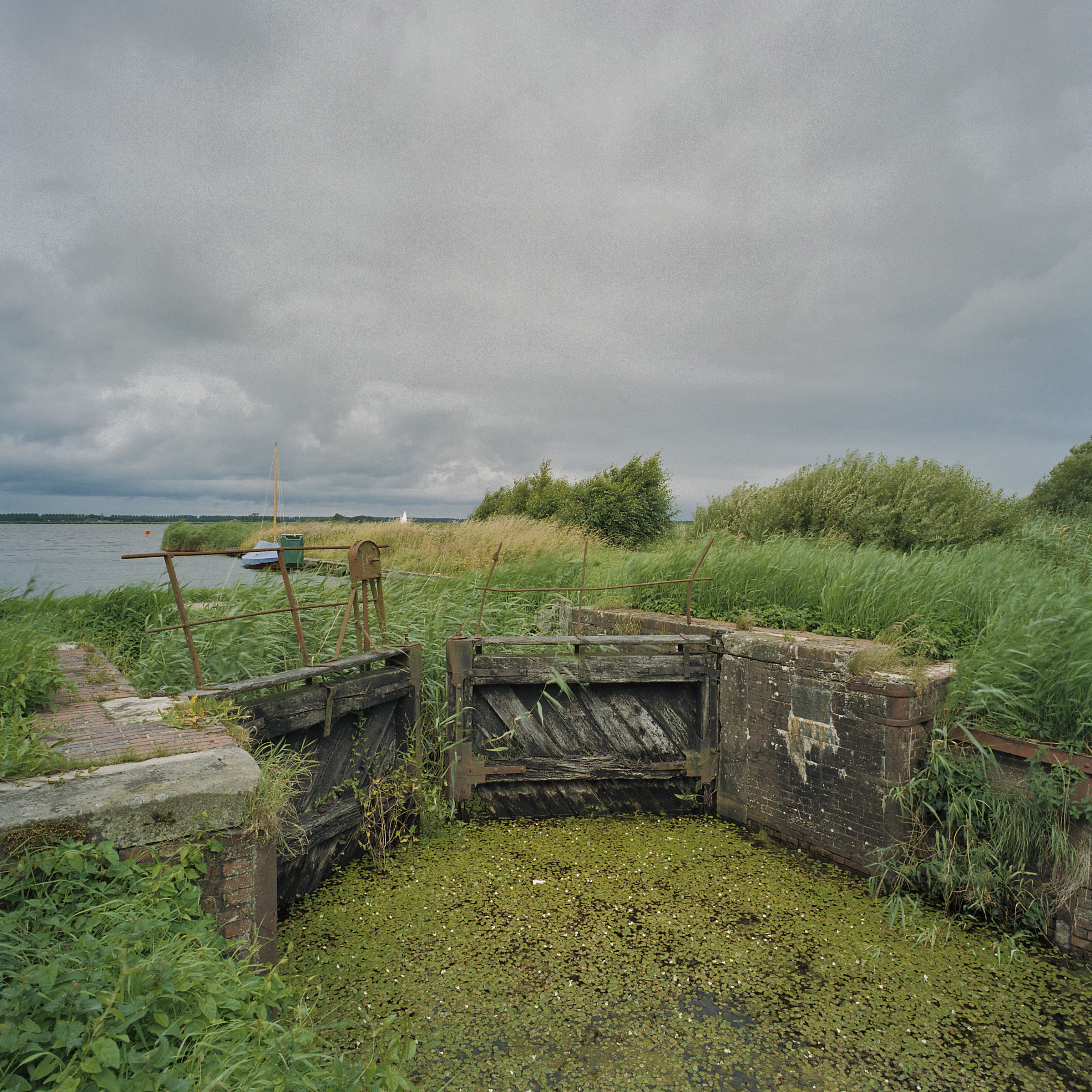
De oude sluisdeuren van de Haanssluis voor de restauratie met het Schildmeer op de achtergrond